# Skeppsbron, Göteborg
Skeppsbron är en cirka 440 meter lång kaj vid Göta älv och en gata (tidigare definierad som Strandgatan från Skeppsbron västerut)  i stadsdelen Inom Vallgraven i Göteborg. Den är omnämnd redan 1852, men fick sitt namn fastställt först 1883. Skeppsbron går från Stenpiren vid Stora Bommen till Rosenlundskanalen, medan gatan numera sträcker sig från Stora Bommens Bro vid Stora Hamnkanalens mynning och västerut till Yttre Järnvågsbron och Masthamnsbron vid inloppet till Rosenlundskanalen. År 1900 uppges Skeppsbron vara 634 meter lång, med en medelbredd av 25,8 meter och med en yta av 16 352 kvadratmeter.

## Historik
Skeppsbron var – tillsammans med Stenpiren – den första kajen som anlades längs Göta älv. Tidigare fanns här bara större vassmarker, som fylldes igen med muddermassorna från älven. Innan älven muddrades och kajer byggdes, fick fartygen stanna ute vid Klippan. Skeppsbron fick snart järnvägsförbindelse med Södra hamnbanan. Längs gatan uppfördes många byggnader, speciellt för redare och transportföretag. Vid Skeppsbron 1 uppfördes hamnens allra första kran. De första båtarna vid kajen blev ostindiefararen Hildur och ångfartyget Lexington, år 1853.
Med adress Skeppsbron 1 uppförde Alexander Keiller år 1830 ett varmbadhus inne på gården, med en omgivande trädgård. Badhuset stängde den 30 april 1856.
Paraplyn var länge namnet på Skeppsbrons sydvästligaste del, den som gränsar mot Rosenlundskanalens utlopp. Namnet kommer av det varuskjul som stod här, vilket hade utskjutande tak men saknade väggar. På 1970-talet planerades rivning av alla byggnader för att dra fram Götaleden, men ungefär hälften blev ändå kvar, och trafiken leddes i stället på Skeppsbron i västlig riktning (och på Stora Badhusgatan österut). Järnvägen lades då ned och blev en cykelbana.
Skeppsbron 4, som uppfördes 1914–1915 av Göteborgs Handelsbank, ritades av arkitekterna Hans Hedlund och Björner Hedlund. Där grundades år 1961 Sveriges första kinesrestaurang, Kinesiska Muren, av Liu Wanchun. Den har senare flyttat till andra lokaler i grannhuset. Den 30 juni 2016 lades restaurangen ned.

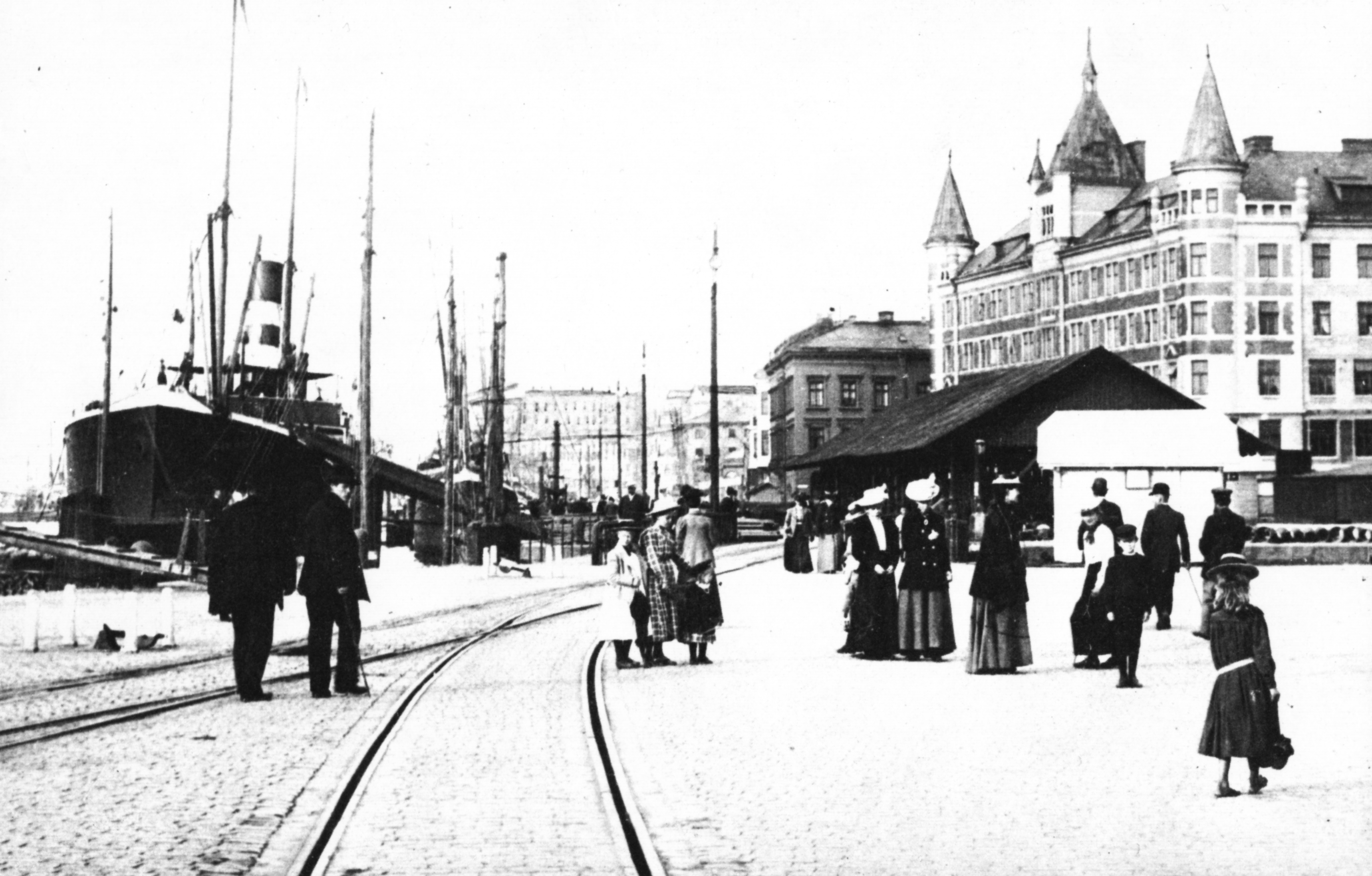
Göteborg, Järnvågen vid Skeppsbroplatsen 1910

På Skeppsbron 5–6 ligger Affärshuset Merkur, eller Merkurhuset som det kallas idag. Byggnaden uppfördes 1898-1899 och ritades av arkitekt Ernst Krüger. Byggnaden är idag Skeppsbrons äldsta.

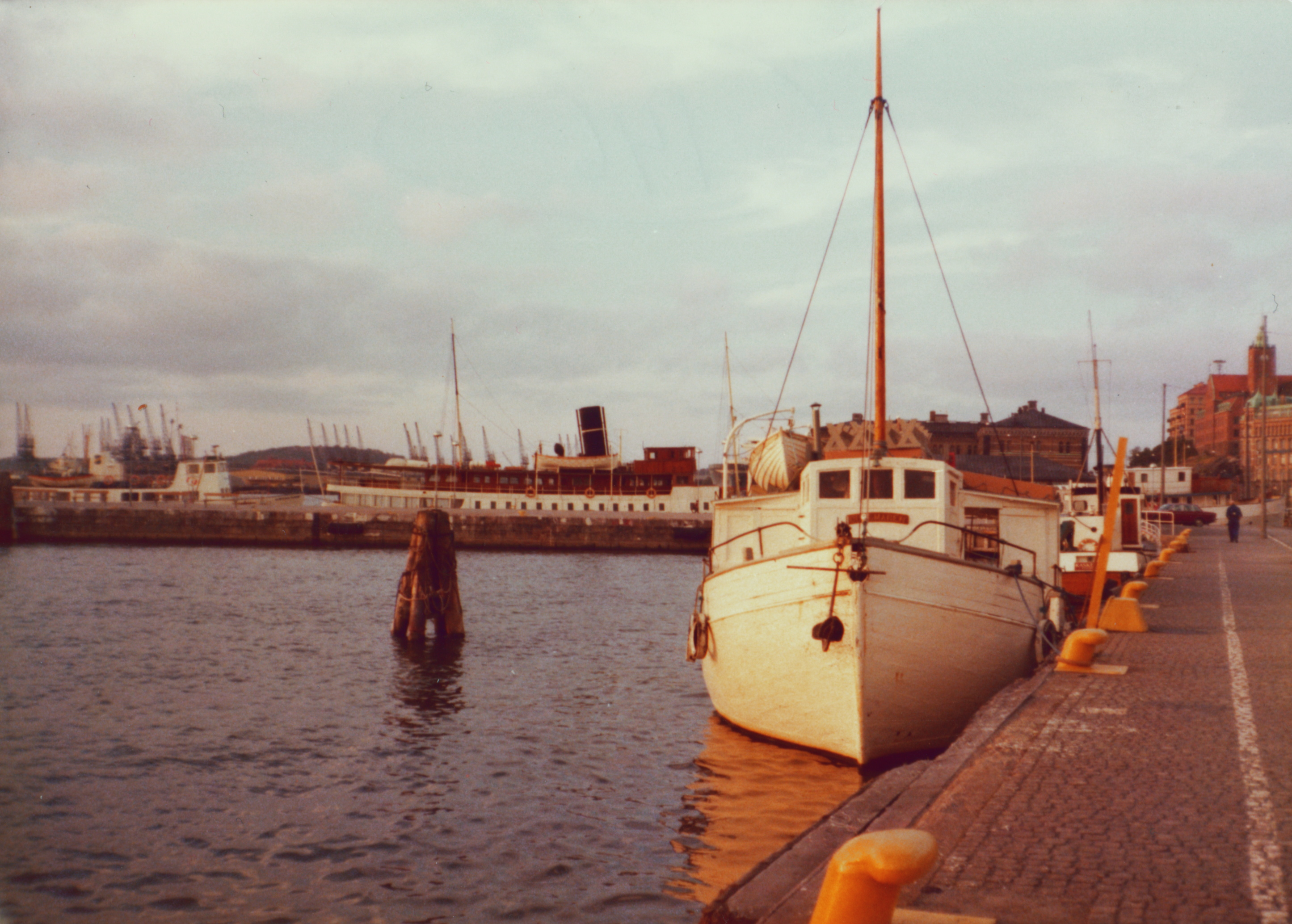
Skeppsbron 70 (ca 1974).

I och med invigningen av Götatunneln 2006 har den mesta trafiken kunnat ledas bort från Skeppsbron.

## Projekt Skeppsbron
År 2005 påbörjades Projekt Skeppsbron, vars mål är att renovera området kring Skeppsbron och att "förena staden med vattnet". Projektet är ett samarbete mellan Älvstranden Utveckling AB, Stadsbyggnadskontoret, Fastighetskontoret, Trafikkontoret, Park och Natur och Skanska. Första etappen i projektet var spårväg till Stenpiren, och andra etappen är byggandet av bostäder, hotell, restauranger, med mera. Projektet beräknas vara färdigställt år 2018.

### Etapp 1 – Spårväg till Stenpiren
Under 2015 blev Stenpiren en knutpunkt för kollektivtrafik. Nya Spårvagnsspår går från Kämpebron förbi Lilla torget, och via Södra Hamngatan fram till Stenpiren där en terminalbyggnad för spårvagn, buss och båttrafik anlades. Spåret fortsätter sedan till Järntorget via Stora Badhusgatan. Spåret invigdes den 15 augusti 2015 och togs i trafik vid bytet till vintertidtabell den 16 augusti 2015.

### Etapp 2 – Nybyggnation
I detaljplanen för området kring Skeppsbron ingår bland annat att kajen flyttas ut mellan 15 och 40 meter och att bryggor och pirar byggs i Göta älv. I området byggs nya kvarter med cirka 7–8 våningar höga hus. Kvarteren kommer att bestå av 30 000 m² lokalyta för hotell, kontor, handel och restaurang, samt mellan 400 och 450 lägenheter, varav minst 25% hyresrätter.